# Шетнево-Тулуши
Шетнево-Тулуши (другое название — Югары Ырга) — село в Рыбно-Слободском районе Татарстана. Административный центр Шетнево-Тулушского сельского поселения.

## География
Находится в центральной части Татарстана на расстоянии приблизительно 25 км на северо-запад по прямой от районного центра поселка Рыбная Слобода у речки Ирга.

## История
Известно с 1647 года, упоминалось также как Шетни Тулуши. В начале XX века уже были и мечеть, и медресе.
По сведениям переписи 1897 года, в деревне Шетнево Тулуши Лаишевского уезда Казанской губернии жили 623 человека (300 мужчин и 323 женщины), из них 620 мусульман.

## Население
Постоянных жителей было: в 1782 — 28 душ мужского пола, в 1859—450, в 1897—708, в 1908—753, в 1920—931, в 1926—1005, в 1949—711, в 1958—767, в 1970—697, в 1989—365, в 2002 году 249 (татары 100 %), в 2010 году 187.